# Minuartia aksoyi
Minuartia aksoyi är en nejlikväxtart som beskrevs av Koç och Hamzaoglu. Minuartia aksoyi ingår i släktet nörlar, och familjen nejlikväxter. Inga underarter finns listade i Catalogue of Life.